# Grande Fonte Prismática
A Grande Fonte Prismática no Parque Nacional de Yellowstone é a maior fonte termal dos Estados Unidos e a terceira maior do mundo.
A Grande Fonte Prismática foi descoberta por geólogos que trabalharam no Hayden Geological Survey de 1871, e recebeu esse nome devido à sua coloração impressionante. Suas cores equivalem à maioria das vistas na dispersão do arco-íris de luz branca por um prisma óptico: vermelho, laranja, amarelo, verde e azul.

## História

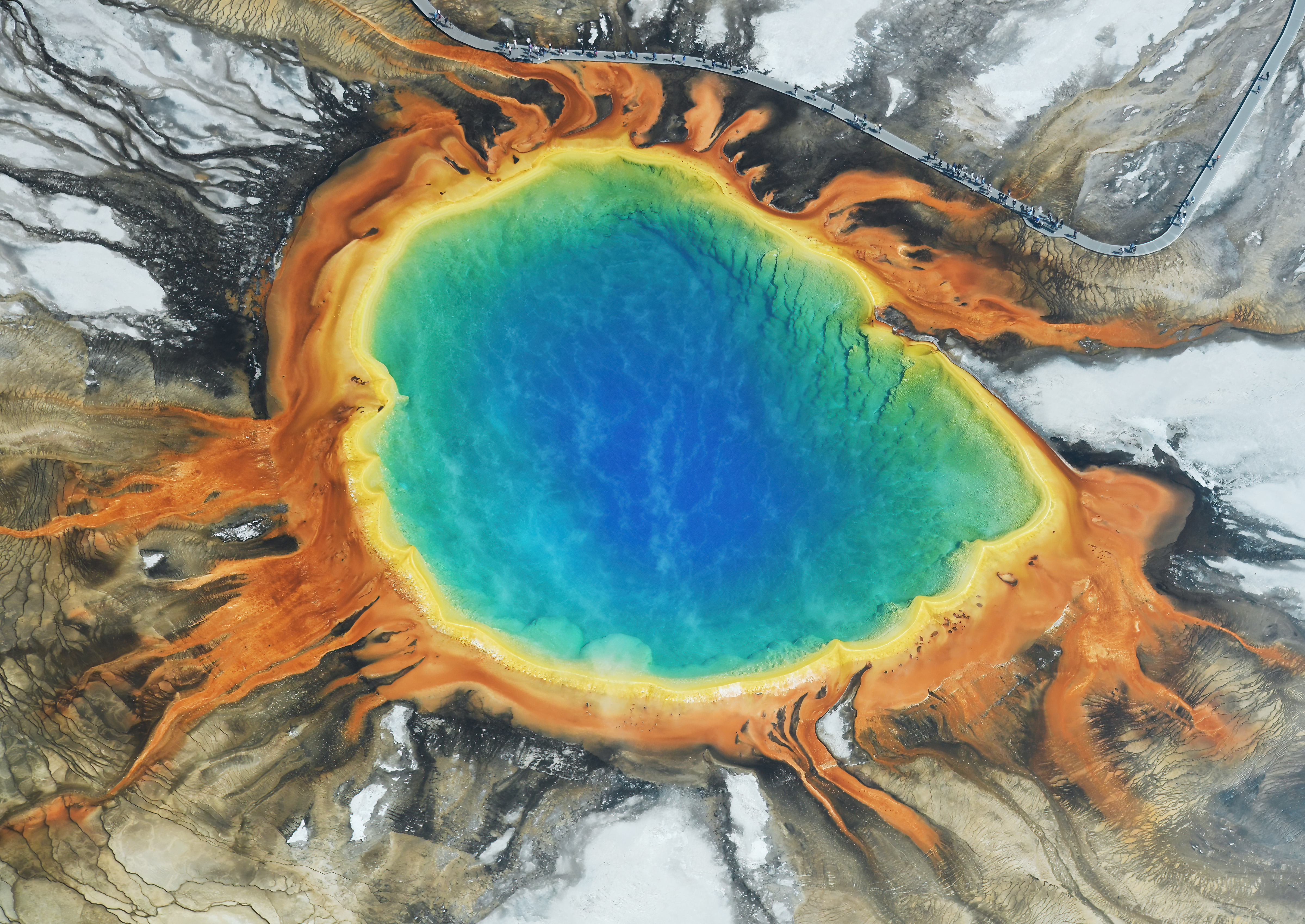
Vista aérea da fonte

Os primeiros registros da fonte são dos primeiros exploradores e topógrafos europeus. Em 1839, um time de quatro caçadores da American Fur Company atravessou a Midway Geyser Basin e viu um "lago fervente", seguramente a Grande Fonte Prismática, com um diâmetro de 300 ft (90 m). Em 1870, a Expedição Washburn-Langford-Doane visitou a fonte, observando um gêiser de 15 metros nas proximidades (depois nomeado Excelsior).

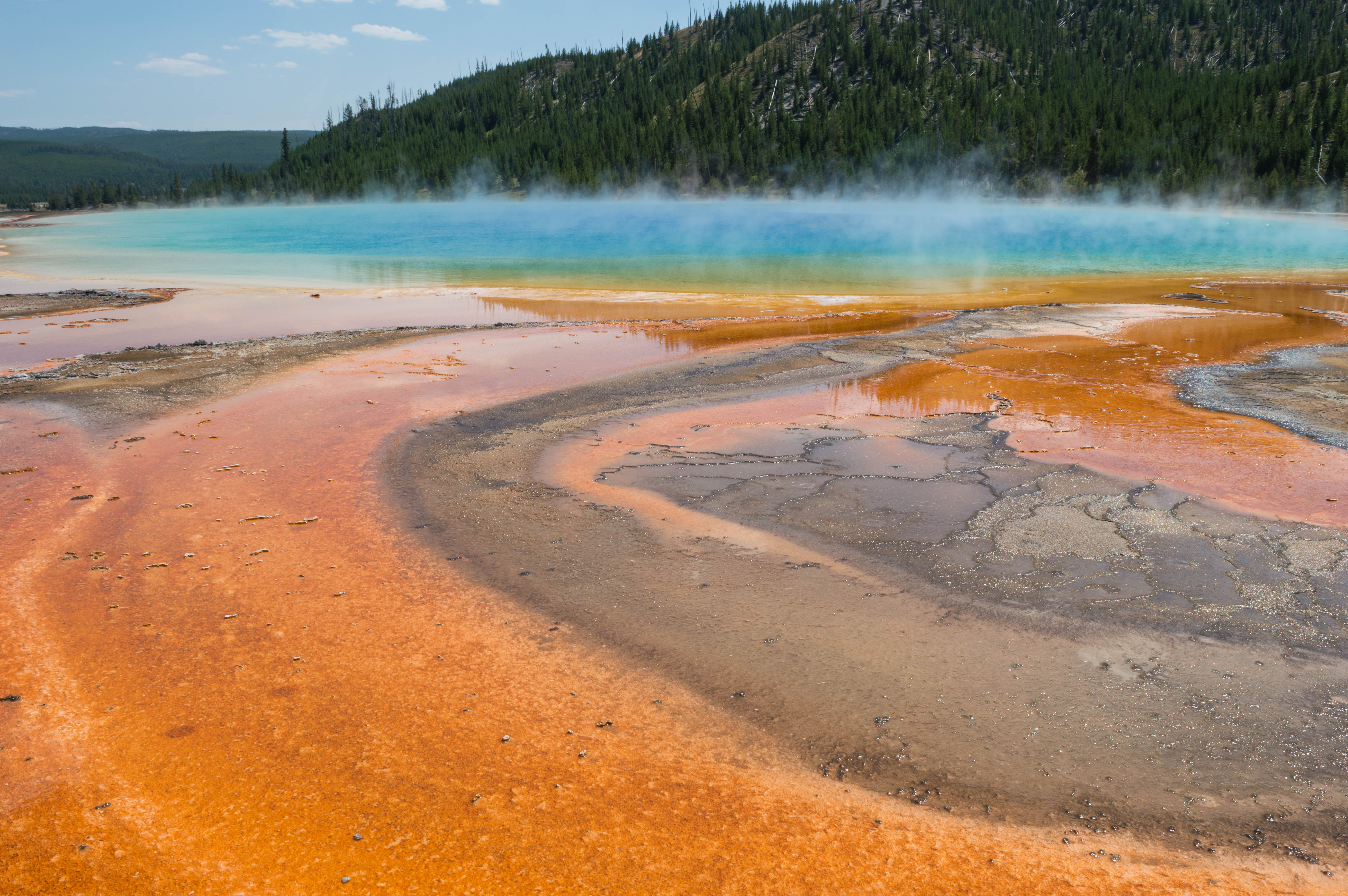
Tapete microbiano

## Cor
As cores brilhantes e vívidas na primavera são o resultado de tapetes microbianos ao redor das bordas da água rica em minerais. Os tapetes produzem cores que vão do verde ao vermelho; a quantidade de cor nos tapetes microbianos depende da razão de clorofila para carotenoides e do gradiente de temperatura no escoamento. No verão, os tapetes tendem a ser laranja e vermelho, enquanto no inverno os tapetes são geralmente verde escuro.

## Estrutura física
A nascente tem aproximadamente 110 metros de diâmetro e tem 50 metros de profundidade. A nascente descarrega cerca de 560 galões americanos (2.100 L) de 160 °F (70 °C) de água por minuto.